# Братеево (район Москвы)
Брате́ево — район в Южном административном округе города Москвы и соответствующий ему одноимённый муниципальный округ. Расположен на юго-востоке города, на правом берегу Москвы-реки.

## Территория и границы
Район расположен на юге Москвы, в составе Южного административного округа.
Граница района Братеево проходит по оси русла реки Городни, далее по восточным границам Борисовского пруда и владения № 29 по улице Борисовские Пруды, оси русла реки Москвы, по городской черте Москвы (внешней границе полосы отвода Московской кольцевой автомобильной дороги, включая все транспортные развязки улиц и дорог) до Бесединского путепровода, далее на северо-запад по оси проезда на Братеевский мост до реки Городни.
Район граничит на севере с районом Марьино (через Москву-реку), на востоке — с районом Капотня также через Москву-реку, на юге — с Развилковским сельским поселением Ленинского района Московской области, на западе — с районом Москворечье-Сабурово, на юго-западе — с районами Зябликово и Орехово-Борисово Южное, а также с районом Орехово-Борисово Северное в единственной точке.
Площадь территории района — 763 га (на 2010 г.).

### Деление на микрорайоны
Проект детальной планировки жилого района Братеево был осуществлён Научно-исследовательским и проектно-изыскательским институтом экологии города (НИиПИ ЭГ).

## Население
| 2002     | 2010     | 2012     | 2013     | 2014     | 2015     | 2016     |
| -------- | -------- | -------- | -------- | -------- | -------- | -------- |
| 94 644   | ↗102 600 | ↗103 489 | ↗104 511 | ↗105 617 | ↗106 467 | ↗107 965 |
| 2017     | 2018     | 2019     | 2020     | 2021     | 2023     | 2024     |
| ↗108 366 | ↗109 815 | ↗110 021 | ↗110 185 | ↘102 794 | ↘102 572 | ↘101 271 |

Численность населения по переписи 2010 года — 102 110 человек; 94,8 тыс. чел. (на 1 января 2010 г.). Площадь жилого фонда — 1 млн 585 тыс. м². Плотность населения — 13382,7 чел./км²

### Национальный состав
По итогам переписи населения 2020 года проживали следующие национальности (национальности менее 0,1 % и другое, см. в сноске к строке «Другие»):
| Национальность | Численность, чел. | Доля     |
| -------------- | ----------------- | -------- |
| Русские        | 69 671            | 67,78 %  |
| Татары         | 775               | 0,75 %   |
| Армяне         | 459               | 0,45 %   |
| Украинцы       | 377               | 0,37 %   |
| Азербайджанцы  | 372               | 0,36 %   |
| Грузины        | 261               | 0,25 %   |
| Белорусы       | 126               | 0,12 %   |
| Узбеки         | 115               | 0,11 %   |
| Другие         | 30 638            | 29,81 %  |
| Итого          | 102 794           | 100,00 % |

## Происхождение названия
Муниципалитет получил своё название по селу Братеево, ранее располагавшемуся на этой территории. Согласно одной из версий, топоним «Братеево» произошёл от личного имени «Братей». Согласно другой, в XVI веке ближайшие окрестности села — Борисово и Беседы — принадлежали роду Годуновых, само же Братеево было у брата Бориса Годунова — Семёна.

## Символика района
Герб и флаг района утверждены и внесены в Геральдический реестр города Москвы с присвоением регистрационного номера 19 апреля 2004 года.
Герб представляет собой красный щит московской формы с голубой оконечностью снизу. В красном поле изображена серебряная братина с чёрным орнаментом, в голубом — две серебряные рыбы. Братина символизирует название района, рыбы — расположение Братеева близ мест впадения рек в Москву, напоминают об исторически сложившимся ремесле местных жителей — рыболовстве.

## История

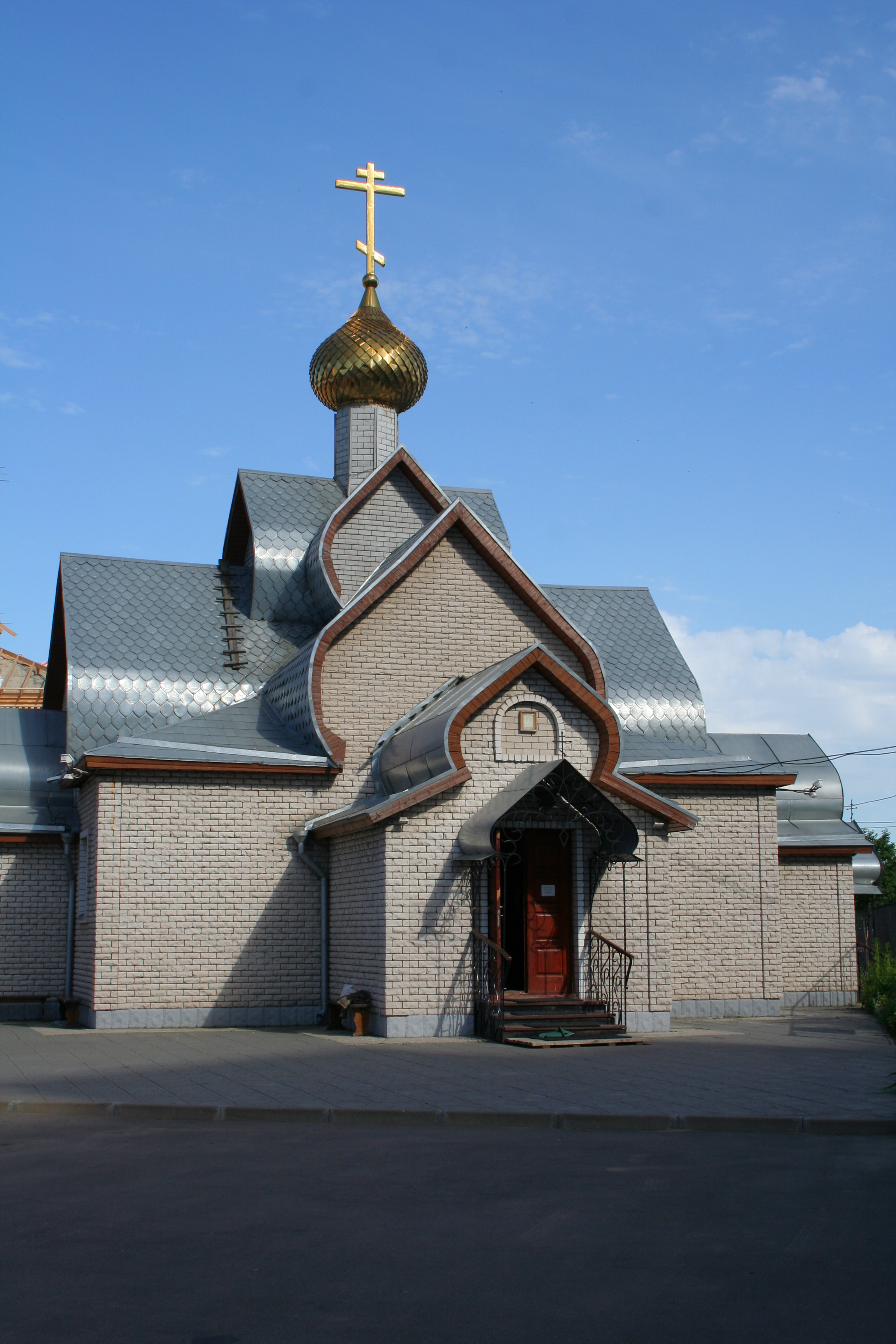
Храм Усекновения Главы Иоанна Предтечи в Братееве

Когда-то на месте района были древние поселения — здесь обнаружены многочисленные языческие курганы. В средние века на Братеевском холме и вокруг него располагалось богатое зажиточное село Братеево и село Борисово.

### В составе Москвы
В 1960 году сёла Братеево и Борисово, как и окружающая их территория, вошли в административный состав города Москвы, сначала в Пролетарский район, а с 1969 года — в Красногвардейский. В 1980-е годы село Братеево было полностью снесено при строительстве нового жилого района Братеево.

### Создание района
В 1991 году старое разделение на районы было отменено, вместо них были образованы административные округа (в том числе Южный административный округ), которые делились на временные муниципальные округа.
При этом муниципальный округ Братеево был первым в Москве муниципальным округом, образованным в рамках эксперимента по местному самоуправлению. Правда, просуществовал он недолго: с момента образования 31 июля 1991 года по 5 июля 1995 года, когда все муниципальные округа в административном делении были заменены на районы.
13 сентября 1999 года в доме 16, корп. 2 по улице Борисовские Пруды было обнаружено большое количество взрывчатки. Несостоявшийся взрыв 14-этажного жилого дома мог стать одним из серии террористических актов в российских городах.

## Инфраструктура района

### Сетевые магазины
В районе представлены следующие сети магазинов (по алфавиту): «ATAC», «Авоська», «Виктория», «ВкусВилл», «Дикси», «Лента» (в том числе и супермаркеты «Супер Лента»), «Магнит», «Пятёрочка», «Перекрёсток», «Светофор». В нежилой части района (Бесединское шоссе) также находится «Ашан».

### Поликлиники
- взрослые:

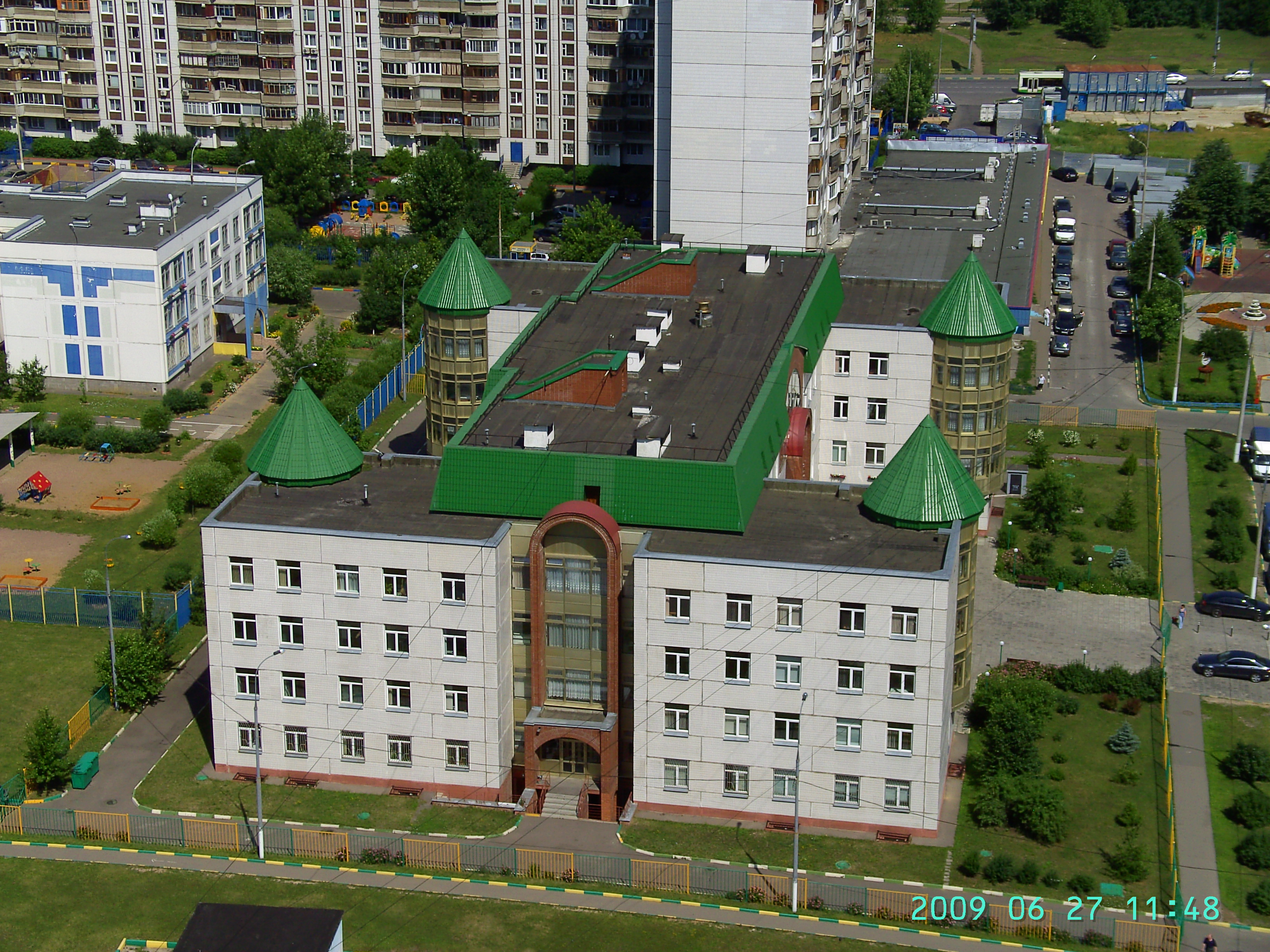
Детская поликлиника № 145, фотография 2009 года (до начала ремонта в 2022 году)

  - № 59 — 115612, улица Борисовские пруды, дом 12, корпус 4.
  - № 198 — 115408, Алма-Атинская улица, дом 3, корпус 3.
- детские:
  - № 127 — 115408, Алма-Атинская улица, дом 6, корпус 1.
  - № 145 — 115612, улица Борисовские пруды, дом 10, корпус 3.

Также при детской поликлинике № 145 располагается Окружной Консультативно-Диагностический центр.

### Школы
Всего 11 школ:

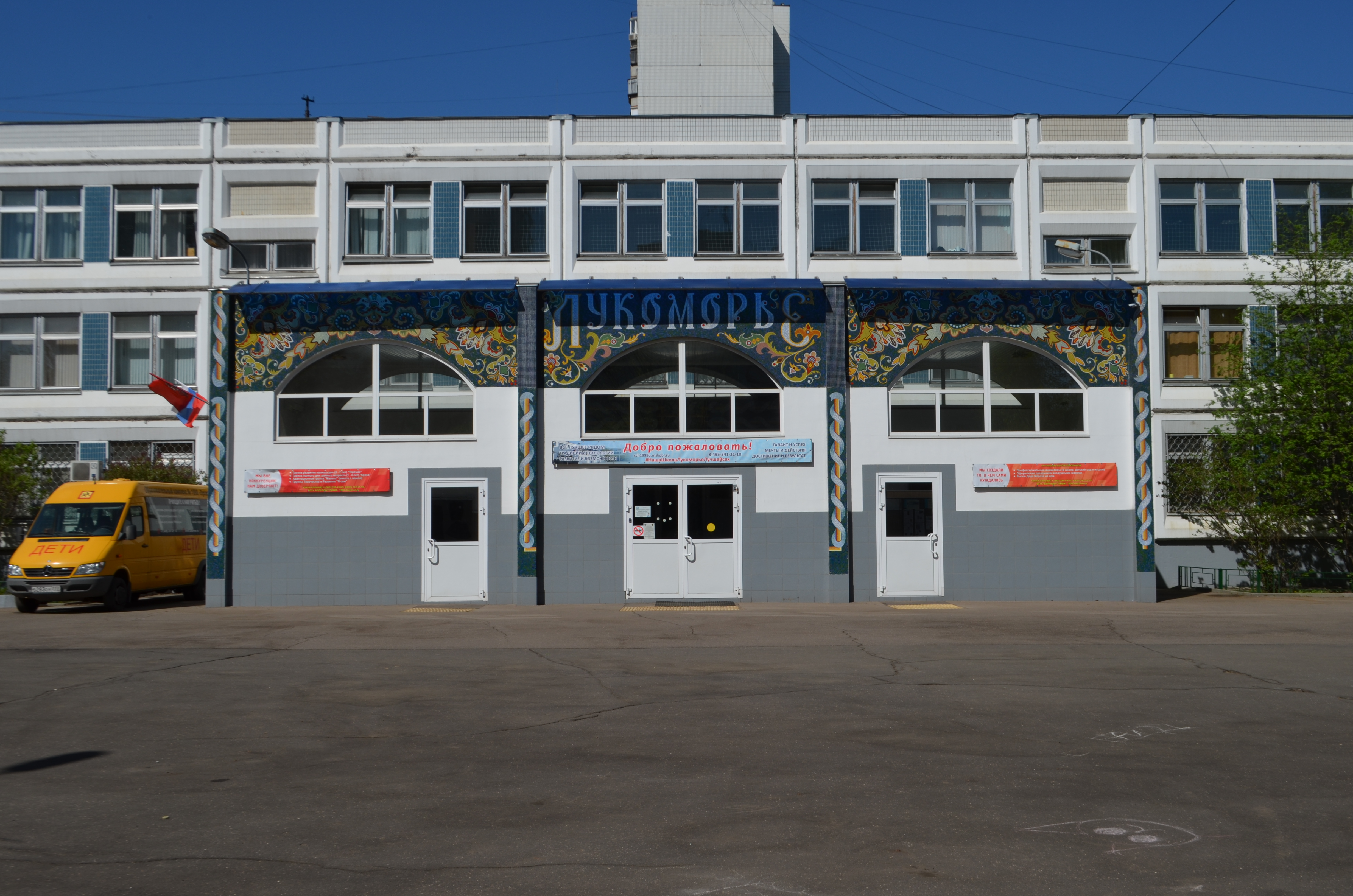
Центр образования № 1998 «Лукоморье»

- 867 — 115612, Ключевая улица, дом 6, корпус 2.
- 975 — 115408, Алма-Атинская улица, дом 9, корпус 3.
- 992 — 115408, Паромная улица, дом 5, корпус 2 (начальная школа).
- 998 — 115408, улица Борисовские пруды, дом 36, корпус 2 (с лицейскими классами).
- 999 — 115408, Паромная улица, дом 5, корпус 3.
- 1034 — 115612, Братеевская улица, дом 8, корпус 2 (с гимназическими классами).
- 1587 — 115408, Братеевская улица, дом 18 (гимназия), бывшая школа 1037.
- 1929 — 115612, улица Борисовские пруды, дом 12, корпус 2 (с гимназическими классами).
- 1997 — 115612, Братеевская улица, дом 23, корпус 4.
- 1998 — улица Борисовские пруды, «ЦО „Школа Здоровья“ № 1998 „Лукоморье“».

### Торговые центры

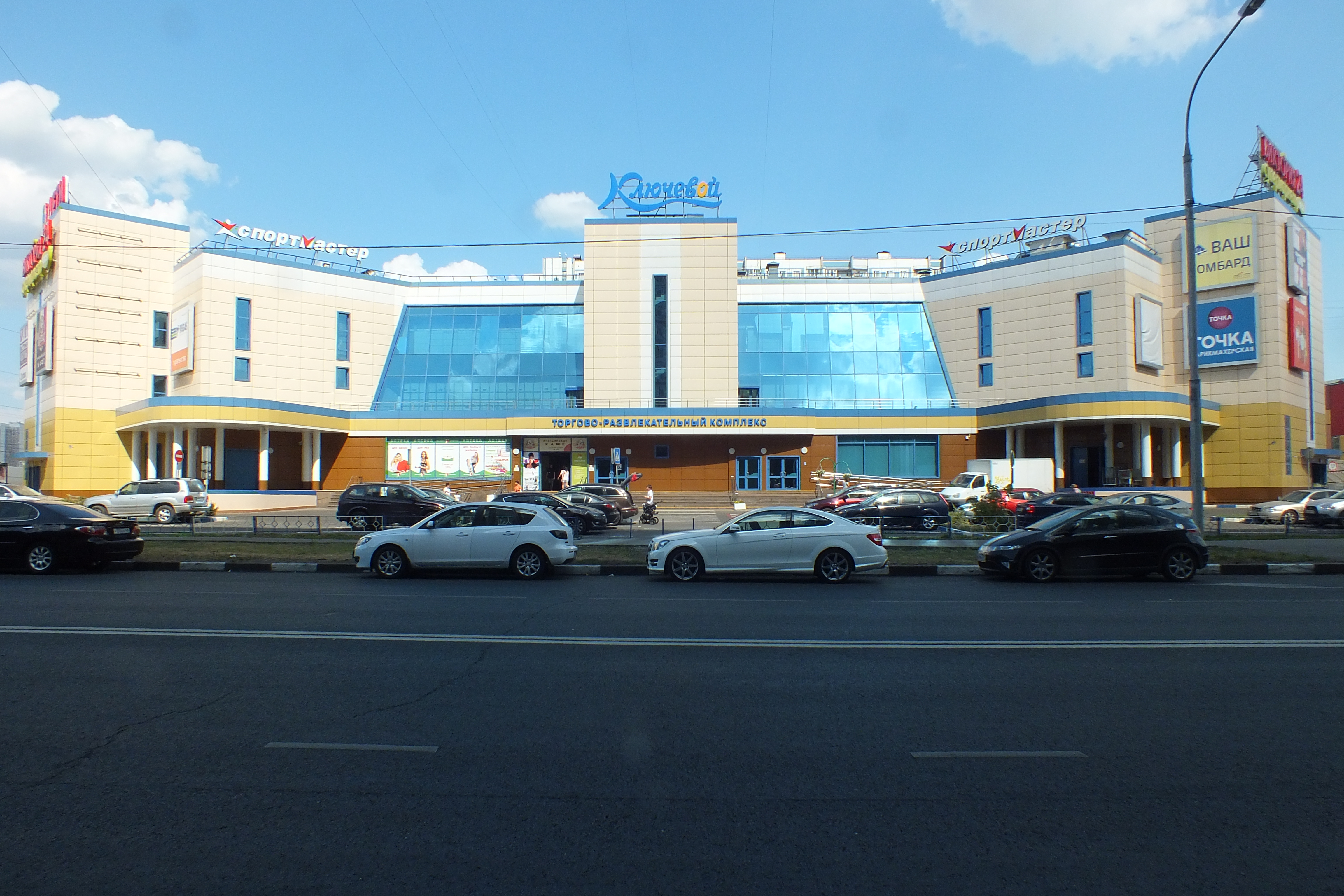
Торгово-развлекательный центр «Ключевой»

В районе расположены пять торговых центров: торгово-развлекательный центр «Ключевой» (улица Борисовские Пруды, д. 26), торговые центры «Парк Хаус» (Бесединское шоссе, влад. 15), «Братеевский» (ранее — «Столица»; Ключевая улица, д. 6), торговый центр «БраVo!» (ул. Борисовские пруды, 26, вл. 2, стр. 2) и небольшой торговый центр «Пруды» (улица Борисовские Пруды, 8А).

### Цирк
В районе Братеево был собственный цирк — «Цирк в Братеево» (филиал Российской государственной цирковой компании). Находился по адресу Братеевская улица, дом 21. Осенью 2018 года появилась информация о сносе — на месте бывшего цирка-шапито появится жилой дом для работников культуры.

### Плавательный бассейн
Большой крытый плавательный бассейн спортивного комплекса «Братеево» находится по адресу — улица Борисовские пруды, дом 20, корпус 3Б.

### Парки

#### Братеевский каскадный парк
Открыт в 2001 году. Здесь есть искусственный пруд, площадки для детворы и футбольное поле, уютные беседки в стиле модерн и воркаут-площадка, современные лестницы для комфортного передвижения между уровнями каскадов. Молодой красивый парк с холмистым ландшафтом — любимое место для прогулок жителей района. С 2016 по 2019 годы в парке проводился фестиваль фейерверков «Ростех» — крупнейший международный фестиваль пиротехнического искусства, который ежегодно проходит летом в Москве.

#### Братеевская пойма

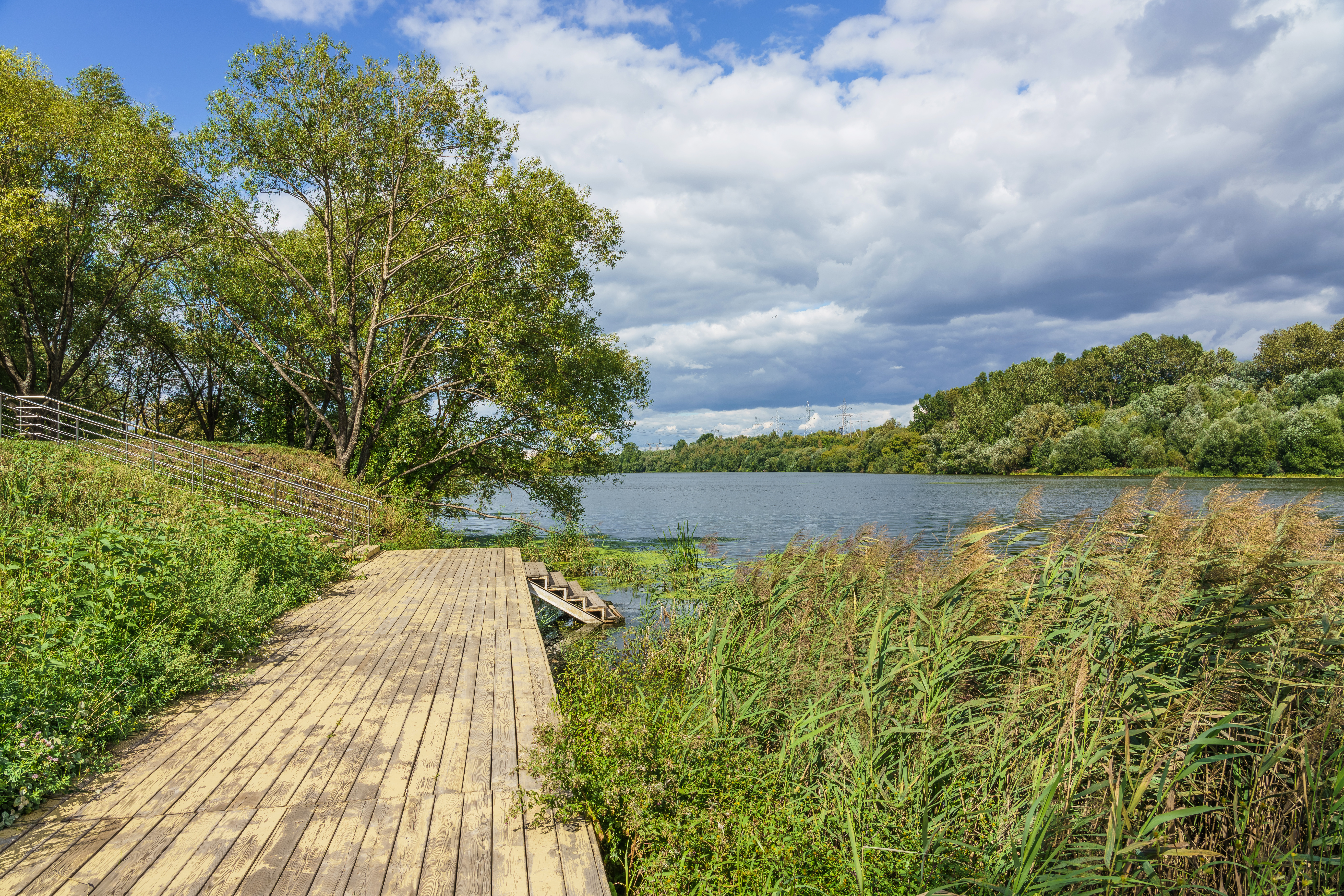
Парк «Братеевская пойма», пирс у Москвы-реки

Парк спортивной направленности общей площадью 190 га, 80 гектаров благоустроенного пространства. Благоустройство парка «Братеевская пойма» начали в июле 2017 года по программе «Мой район», а завершили в мае 2018-го. Официально парк открыт 10 июля 2018 года. Разбит на множество функциональных зон (бейсбольное поле, другие спортивные объекты, летний солярий, площадки с качелями и беседки для настольных игр, площадки для выгула и дрессировки собак), по всему парку проложена сеть велодорожек.
В феврале 2019 года на территории парка был организован фаунистический заказник, призванный сохранить исчезающие виды животных.

#### Парк в пойме реки Городни
Парк в пойме реки Городни — это большой благоустроенный парк с велодорожками и променадами. Здесь есть площадки для занятий спортом и пикников, беседки, детский городок, скейт-парк, оборудованная площадка для собак. На территории парка есть высокий обзорный холм, зимой здесь катаются на санках и ватрушках.
Территория вокруг прудов-регуляторов — это зона отдыха между Паромной, Ключевой, Братеевской улиц и улицей Борисовские Пруды. На набережной установлены лавочки с цветниками, беседки, шезлонги, многоуровневые амфитеатры. Причал полностью отреставрирован в 2019 году, в теплое время года работает прокат катамаранов. Также в пруду установлены световые фонтаны.

## Транспорт

### Автомобильный транспорт
Район Братеево связан автодорогами с районами Марьино, Москворечье-Сабурово и Зябликово. Двигаясь по Бесединскому шоссе в сторону области, можно попасть на МКАД (в районе 19 км).
Основная автомагистраль района Братеево — улица Борисовские Пруды.

### Метрополитен
До 2 декабря 2011 года на территории района Братеево станций Московского метрополитена не было, ближайшей с 1996 года была станция «Марьино», которая расположена на другом берегу Москвы-реки и связана с районом автобусными маршрутами через Братеевский мост. Также до района можно было добраться автобусными маршрутами и на маршрутном такси и от станций метро «Каширская» и «Красногвардейская», с которыми в то время была хорошая транспортная связь.
В западной части района, в первом микрорайоне, 2 декабря 2011 года открылась станция «Борисово». В восточной части района, возле пересечения Братеевской и Паромной улиц, 24 декабря 2012 года открылась станция метро «Алма-Атинская» (проектное название — «Братеево»), вторая станция метро в районе.
В нежилой части района Братеево также находится электродепо «Южное», официально введённое в экслуатацию 21 мая 2025 года и включающее в себя бывшее электродепо «Братеево» (теперь часть электродепо «Южное»), введённое в эксплуатацию  15 января 2014 года. Обслуживает составы Замоскворецкой линии.

### Наземный общественный транспорт
Наземный общественный транспорт района представлен 13 маршрутами автобуса, 12 из которых — московские и обслуживаются филиалом «Южный» ГУП «Мосгортранс», и один — дзержинским «Рейсом». Подавляющее число маршрутов района изменилось 20 ноября 2021 года после распространения системы «Магистраль» в Южном округе. В ходе реформы были отменены маршруты № 742 и 765, появились новые маршруты: № м78 (на границе района) и 887 (видоизменённый маршрут 765 в братеевской части), другие маршруты были перенумерованы.

#### Городской
| м77:  | Каширское шоссе — МКАД • Красногвардейская • Шипиловская • Марьино • Люблино • Печатники • Текстильщики |
| м78:  | Орехово • Домодедовская • Красногвардейская • Юго-Восточная • Выхино |
| 708:  | Южные ворота • Алма-Атинская • Марьино • Люблино |
| с710: | Алма-Атинская • Марьино • Братиславская • Белая Дача |
| 770:  | Каширская • Москворечье • Борисово • Марьино • Люблино • Цимлянская улица |
| с797: | Чагинская улица • Марьино • Алма-Атинская • Братеевская пойма |
| с827: | Алма-Атинская • Борисово • Москворечье • Ереванская улица |
| 838:  | Каширская • Москворечье • Алма-Атинская |
| 864:  | Алма-Атинская • Борисово |
| с867: | Каширское шоссе — МКАД • Домодедовская • Красногвардейская • Марьино • Братиславская • ТК «Садовод» |
| 887:  | Алма-Атинская • Шипиловская • Домодедовская • Тамбовская улица |
| н5:   | Каширское шоссе — МКАД • Домодедовская • Красногвардейская • Шипиловская • Марьино • Братиславская • Люблино • Волжская • Кузьминки • Текстильщики • Волгоградский проспект • Пролетарская • Таганская • Китай-город |

«→» — остановки проходятся только при движении в прямом направлении; «←» — остановки проходятся только при движении в обратном направлении.

Источники:

#### Областной
- 1063: «Университет Угреша» (г. Дзержинский) — Метро  Алма-Атинская[51]

Обслуживается дзержинским «Рейсом».

### Железнодорожный транспорт
В районе Братеево железнодорожных станций нет, ближайшая — платформа Москворечье Курского направления МЖД.

### Речной транспорт

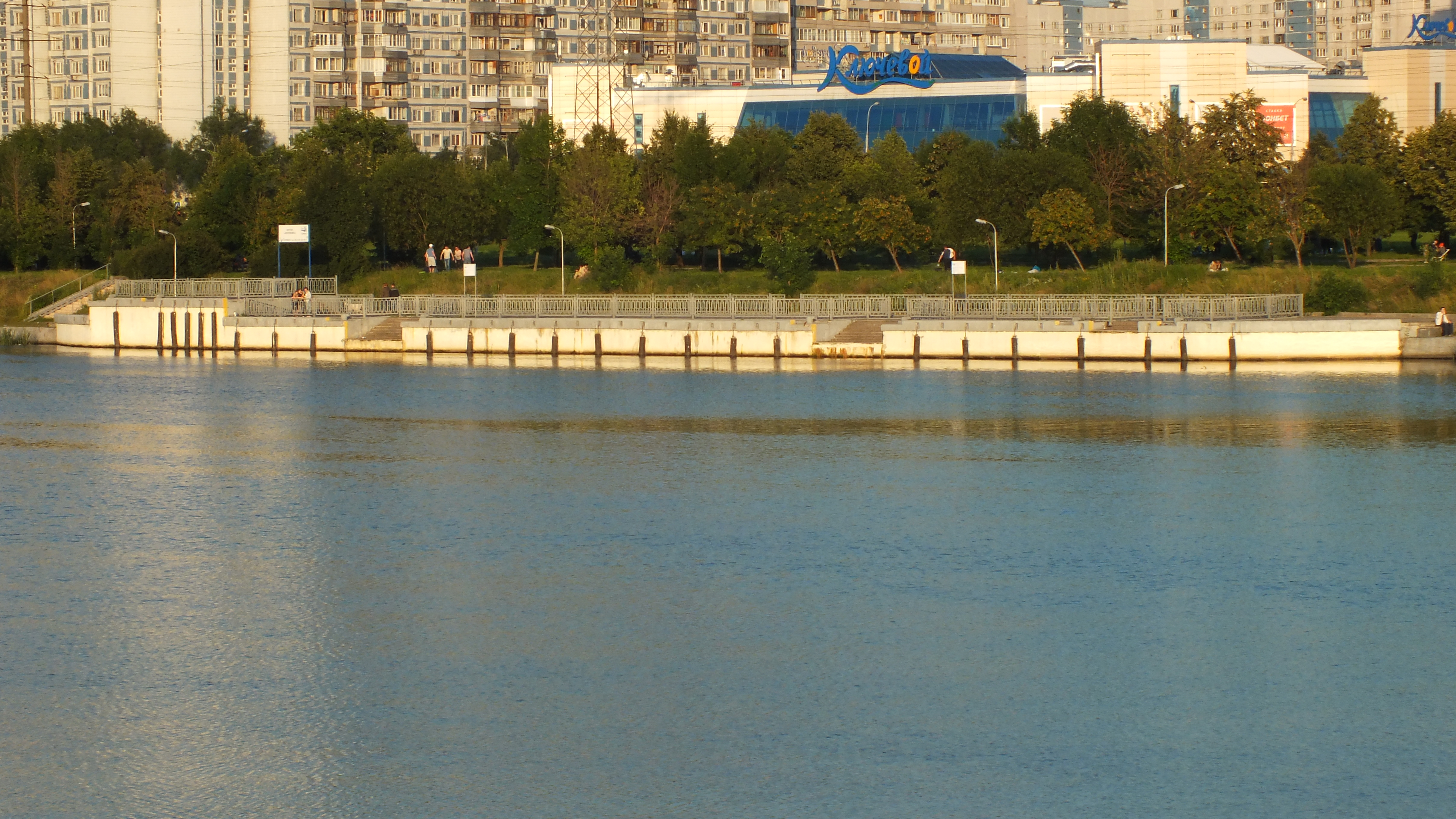
Причал Братеево

Недалеко от пересечения улицы Борисовские Пруды и Ключевой улицы находится причал Братеево (55°38′28″ с. ш. 37°45′16″ в. д.).
До 1 октября 2004 года причал использовался теплоходами работавшими на различных прогулочных маршрутах, а также на рейсовом маршруте причал Коломенское — причал Марьино — причал Братеево — причал Марьино — причал Коломенское. Благодаря этому рейсовому маршруту можно было быстро добраться до района Марьино и парка «Коломенское».
До 1 октября 2012 года причал использовался теплоходами, работавшими на прогулочном маршруте причал Коломенское — причал Марьино — причал Братеево — причал Марьино — причал Коломенское.
В настоящее время, в навигационный период, причал используется только арендованными теплоходами.

## Храмы

### Храм Усекновения главы Иоанна Предтечи в Братееве
В районе есть один действующий православный храм — Храм Усекновения Главы Иоанна Предтечи в Братееве, входящий в состав Даниловского благочиния Московской городской епархии Русской православной церкви. Адрес храма: Ключевая улица, д. 18а, настоятель — протоиерей Олег Воробьёв.
В 2011 году при храме открылась часовня иконы Божией Матери «Милостивая».

### Храм преподобной Марии Египетской в Братееве
Русская православная церковь, Московская епархия (городская), Южное викариатство, Даниловское благочиние. Адрес храма: ул. Борисовские Пруды, вл.33.